# Hanna Lützen
Hanna Louisa Lützen (født 1962 i København) er oversætter og forfatter og har blandt andre skrevet novellesamlingen Rødt til en død årstid og børnegyserne Miraklernes bog og Spøgelserne i Hausers Palæ. Hun begyndte i 1995 som oversætter hos Gyldendal og har bl.a. oversat bogserierne Harry Potter og Det Gyldne Kompas.

## Uddannelse
Lützen blev i 1994 Mag.art. i litteraturvidenskab på Odense Universitet.

## Personlige liv
Hanna Louisa Lützen blev født i 1962 i København. Hun er gift med Lennart Lützen og er mor til ét barn.